# Castellgalí
Castellgalí és un municipi del sud de la comarca del Bages on es dona la confluència entre el Cardener i el Llobregat i conté el BCIN (Bé Cultural d'Interès Nacional) Conjunt arqueològic de Boades i la Torre del Breny, una de les zones d'interès nacional de l'antiguitat romana més destacables de Catalunya.

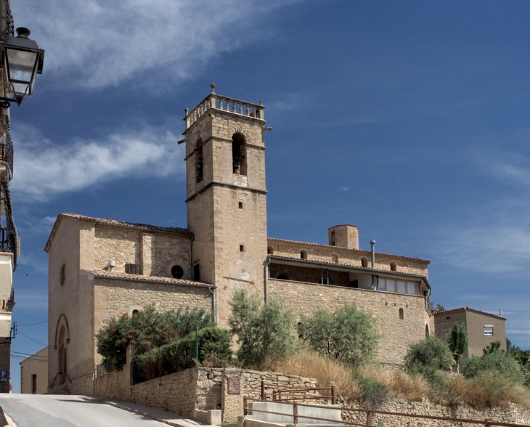
Església

Poble amb més de 2.700 anys d'història, que disposa de molt de patrimoni i serveis que fan atractiva la seva visita, no solament per als molts pelegrins que passen fent alguna de les rutes que per ell passen (Camí de Sant Jaume, Camí de Sant Ignasi o Camí Oliva), sinó per totes aquelles persones interessades en la història i la naturalesa.

## Geografia
- Llista de topònims de Castellgalí (Orografia: muntanyes, serres, collades, indrets..; hidrografia: rius, fonts...; edificis: cases, masies, esglésies, etc).

Està situat a l'extrem meridional del pla de Bages, en una elevació que domina la confluència dels rius Llobregat i Cardener, al nord-oest dels contraforts del massís de Montserrat.
A l'espai entre el Llobregat i el Cardener hi ha una plana que rep el nom de Dosrius on es localitza el nucli dispers de Can Font i juntament amb les planes de Boades constitueixen l'espai on es localitzen la majoria de terres de conreu del municipi. La resta del terme municipal és més escarpat i la gran majoria del terreny és boscós amb boscos de pins.
El terreny és argilo-calís i pertany a l'eocè. És ric en fòssils dels gèneres hèlix, pecten, pteris i ostrea entre d'altres.
El pic més alt de Castellgalí es el Talló amb 445 metres d'alçada. Altres pics notoris són el Serrat de Vilomara (414m), el Punxabudell (398m), el turó del Cementiri (296m), la Codolera (261m) i el Tossal del Beu (252m).

### Hidrografia
És a Castellgalí on es produeix l'aiguabarreig del Cardener i el Llobregat. El terme és drenat també per la riera de Guardiola (també anomenada riera de Cornet), que fa de límit amb el terme de Manresa i afluent del Cardener per la dreta. Mentre que la riera de Castellet flueix pel sud del muncicipi abans d'anar cap a Sant Vicenç de Castellet i més endavant desembocar al Llobregat. També és notable el torrent del Rubió, el qual provinent de Vallhonesta voreja la urbanització de la Torre del Breny.

## Història

### Època íbera
Els primers indicis de població es troben a Boades, que fou inicialment un assentament íber entre els segles VI a.c. i I a.c. i al poblat ibéric del Puig del Castell entre els segles IV a.c. i I a.c..
La localització de l'assentament de Boades entre els rius Llobregat i Cardener permetia als seus pobladors gaudir de terrenys fértils on cultivar exitosament cosa que provocà un excedent i exportació de cereals. També hi havia cultiu d'olivera i vinya. A més el terreny afavoria a la caçera. L'assentament es localitzava a la zona de cal Roc prop d'un meandre del Llobregat.

### Època romana
Amb l'arribada dels romans el poblat ibèric del Puig del Castell va ser progressivament abandonat mentre que l'assentament de Boades es reconfigurà com a vil·la romana i va actuar com a centre comercial estratègic ja que s'hi trobaven les rutes comercials provinents de Llobregat i el Cardener.
Durant aquest període es varen erigir també varis monuments funeraris importants tals com la Torre del Breny i el sepulcre romà de Boades. La Torre del Breny va ser un sepulcre romà monumental en forma de temple, desmuntat en part el 1870 per aprofitar-ne la pedra en una resclosa propera. El sepulcre romà de Boades en canvi està situat uns 100 m al sud de la vil·la romana i va ser construït durant el segle III, a més és considerat un dels prototips dels edificis funeraris romans a Catalunya.
El material extret de les excavacions arqueològiques de la zona es troba actualment al Museu Comarcal de Manresa.

### Edat mitjana
La història dels inicis del poble coincideix amb la del seu castell. En un document de 867 apareix citat el Castelo de Galindo ("castell de Galí") que demostra l'origen del topònim. Se sap poc de la història d'aquest castell, avui en ruïnes. Els primers senyors del castell i del terme van ser els Galí. El 1178 el castell va ser venut, amb el seu senyoriu, al rei Alfons I per Sibil·la, la qual molt probablement era descendent de la nissaga dels Galí. Després de la compra el rei Alfons I el va lliurar a uns feudataris.
Durant el període en el qual Castellgalí era una propietat reial quest era governat per castlans vassalls del rei. Aquests van pendre com a cognom el nom de Castellgalí inaugurant així una nova dinastia. Al final aquest període la pesta negra afectà Castellgalí provocant que molts masos quedèssin buits i la mort de últim castlà: Berenguer de Castellgalí, i poc després de la seva muller Guilleuma de Rocafort i Castellet.
El 1350, Pere el Cerimoniós el va vendre a Bernat Torres per 8.000 sous. El fill d'aquest, Dalmau Torres, el va vendre el 1413 a Lluís de Rajadell, germà petit del senyor de Rajadell. L'any 1448 tingué lloc una de les múltiples reunions del sindicat remença a arreu del territori per a l'abolició dels mals usos. Hi participaren 15 pagesos del municipi. A l'inici de la Guerra Civil catalana el senyor de Castellgalí: Manel de Rajadell, va marxar del poble ja que ell era partidari de Joan II. Així el senyoriu va ser cedit de forma momentània al monestir de Montserrat. Es creu que el castell va ser destruït durant aquesta guerra entre 1462 i 1472.

### Edat moderna
Entre els segles XVII i XVIII es va produir una gran expansió del cultiu de la vinya a causa de l'expansió demogràfica i la creació del contracte de lloguer de rabassa morta (fins a la mort de les vinyes), fet que va permetre que Castellgalí consolidés el seu nucli. Va ser durant aquesta època que el casc antic va adquirir la configuració urbana que encara resta avui dia, fet que es pot comprovar mirant els anys gravats a les llindes de les cases del poble, on a més de l'any de construcció de la casa, es pot apreciar a vegades els gravats que anunciaven els nous serveis que s'oferien (una ferradura, un pa i un ganivet...), així com en els noms populars donats a les cases (com a Cal Ferrer). Naixeria el barri antic al voltant del camí ral, l'hostal i l'Església. Els seus últims senyors feudals van ser els Amigant, marquesos de Fonollar, ja que a partir de la constitució de 1812, s'eliminen els drets feudals. Els Despujol, marquesos de Palmerola, va ser l'última família noble en heretar les propietats dels Amigant.

### Edat contemporània
El convuls segle xix també marca Castellgalí, des de la guerra d'independència, passant per les tres guerres carlistes, però també va resultar ser el segle on es va crear el nou cementiri (1892), l'ampliació de l'església (1897), l'arribada del ferrocarril (1859) o l'arribada de l'antena telegràfica (1887). En aquest període de canvis i conflictes, on s'extingeixen els drets senyorials, es perden les últimes colònies espanyoles i les constants guerres assolen el país, Castellgalí va ser considerat com a lloc segur, actuant com a lloc on refugiar les tropes. Allí es van refugiar el sometent contra els francesos, tropes carlistes i liberals i va ser lloc de pas de totes elles. Aquest segle, s'instal·laran les primeres fàbriques (1816 Barrera, 1860 Cots, 1896 Sant Jaume o 1898 Carbons Elèctrics) que configuraran el Castellgalí del segle xx. Amb la revolució de la gloriosa l'any 1868 es va constituir una junta revolucionària al municipi.
Entre el 1908 i 1914 Anton Vila i Sala va ser el rector de Castellgalí, el qual s'interessà sobre l'origen del poble i publicà textos com El feudalisme de remensa ab notes referents a Castellgalí i Lo senyoriu feudal de Castellgalí.
El resultat de la industrialització de Castellgalí, que va començar en el segle xix, farà que la població creixi fins a finals dels anys 70, exceptuant els anys de la Guerra Civil, on els estralls d'aquesta contesa, a més d'en la població, es faran notar en la pèrdua de patrimoni moble, principalment eclesiàstic, com la destrucció dels retaules del segle XVII de l'església de Sant Miquel i de Santa Margarida, les urnes de plata del mateix segle, amb els cossos de Sant Honest i Sant Repel·lió o la destrucció de la figura de Sant Miquel.
La població s'anà reduint fins a meitat anys 90, quan creixerà fins a l'actualitat. També cal destacar el naixement de la zona residencial de Mas Planoi, en quatre zones. Una zona de cases unifamiliars que pren el nom de la masia que allí es troba des de, com a mínim, el segle XV i on, actualment es continua ampliant amb la urbanització recent de Ca l’Enric de Calafell.

## Economia i demografia

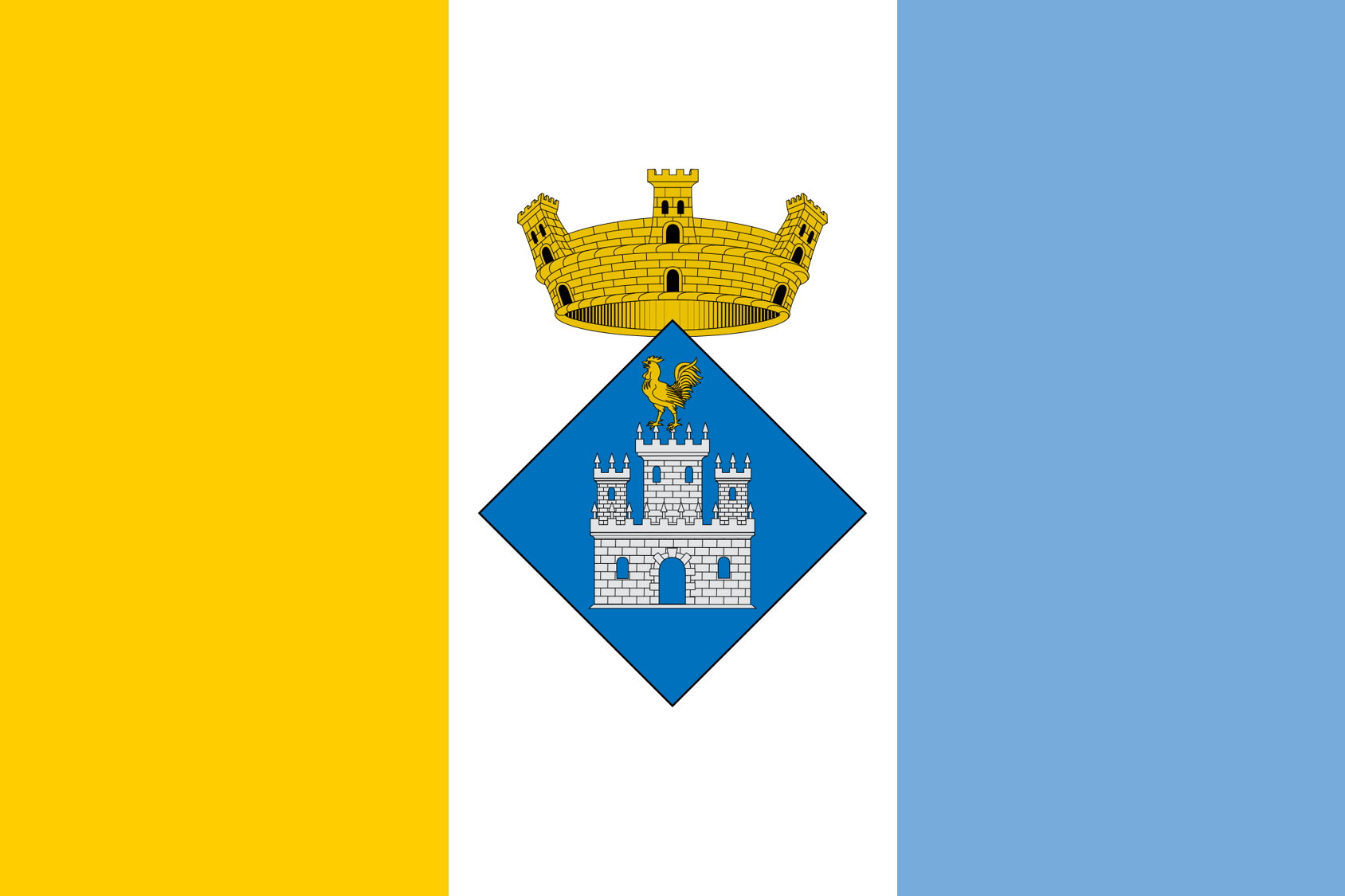
Bandera de Castellgalí

La renda bruta mitjana en el municipi de Castellgalí es va situar en 2019 en 28.864 euros, la qual cosa situa al municipi en el lloc número 380 en el rànquing de renda bruta declarada de tot Espanya, segons les dades fetes públiques per l'Agència Tributària, que només inclouen localitats amb més de 1.000 habitants. En comparació amb l'any anterior, la renda mitjana de Castellgalí ha variat en 1.188 euros més (un 4,29% en percentatge).
La població (castellgalins o castellgalinencs) ha fluctuat molt al llarg dels anys. Després d'una important reculada al llarg de la segona meitat del segle xix, es va donar un increment que va arribar al punt culminant en 1960, data a partir de la qual la població va anar baixant gradualment fins a l'any 1996 a partír del qual començà a créixer altre cop fins a l'actualitat: el 1986 la població era de 705 h el 1991 de 702 h. El 1996 hi havia 782 h i el 2005, 1.282 h, el 2021 es va situar a 2119 h. Actualment, la xifra s'acosta als 2300 habitants.

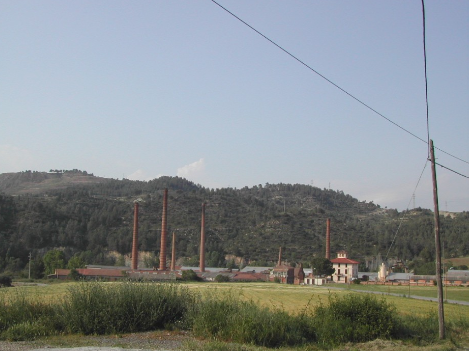
Els Carburos

L'agricultura del municipi és predominantment de secà. Els principals cultius són l'ordi, les hortalisses i les oliveres. La ramaderia és bastant rica, especialitzada principalment en la cria de porcs, pollastres i vaques. Quant al sector industrial, la primera empresa que es va instal·lar en el municipi, en 1898, va ser la fàbrica de carbons elèctrics de Climent Asols i Bovets. Constituïda en 1902 com a Companyia Fabril de Carbons Elèctrics, va anar també la primera de l'estat. La Gran Guerra va donar un fort impuls a les activitats de l'empresa i en 1914 va guanyar un concurs per a la venda de carbons elèctrics destinats a l'enllumenat de Glasgow i Melbourne. Els productes de la fàbrica van ser comercialitzats amb el nom de Claret. L'empresa com a tal ja no existeix, però en les seves instal·lacions s'han establert diverses indústries. Encara es conserven les sis xemeneies i és l'única fàbrica d'Espanya amb aquesta quantitat de xemeneies. Entre la resta de les empreses del municipi, destaca una empresa pedrera. Actualment, el municipi compta amb sis polígons industrials (Els Torrents, La Fàbrica, Boades, Els Carburs, Calç Carnet i Pla del Camí), en aquest últim, construït a la fi de la dècada de 1990, hi ha instal·lades diverses indústries.

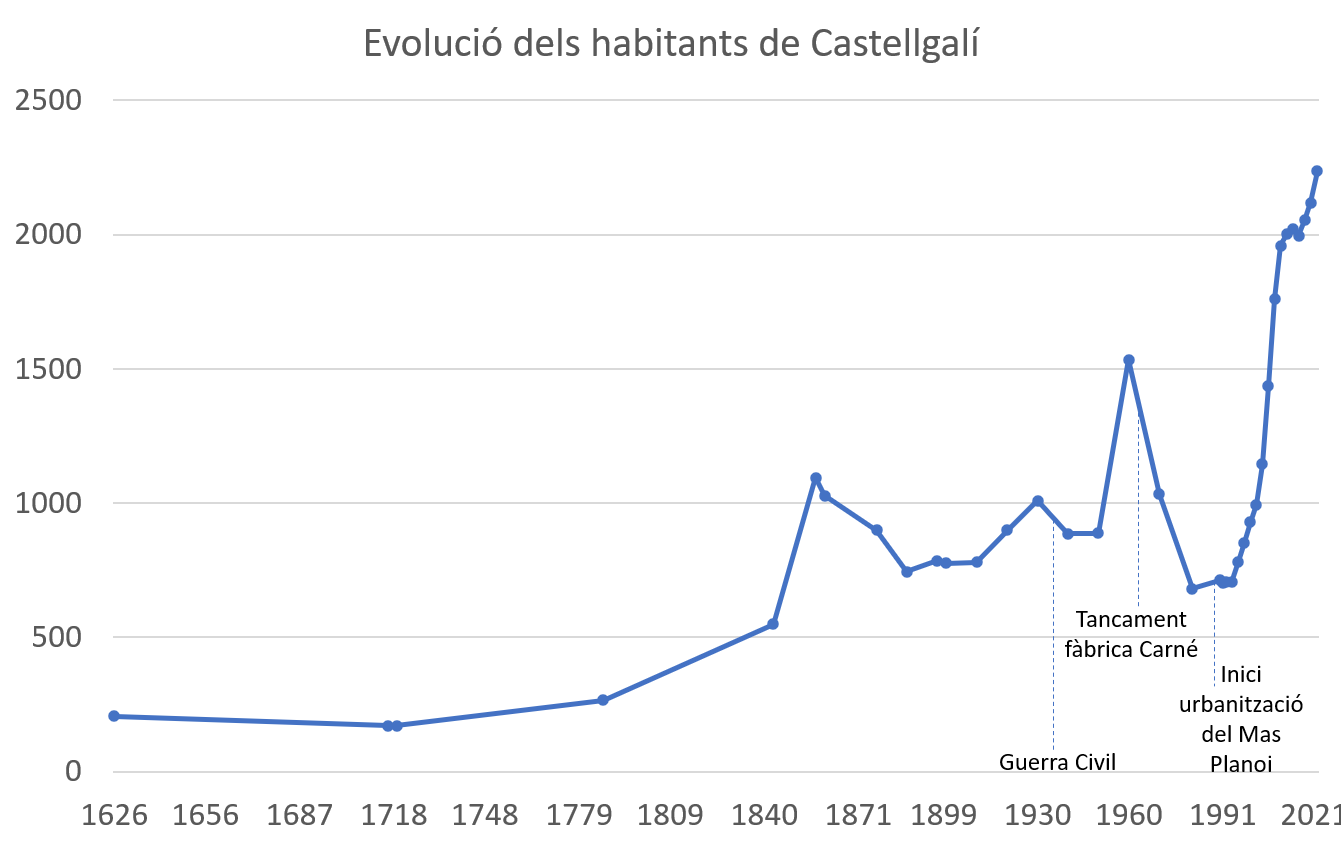
Evolució dels habitants de Castellgalí

| Entitat de població | Habitants (2024) |
| Mas Planoi          | 1.336            |
| Castellgalí         | 557              |
| la Fàbrica          | 176              |
| la Torre del Breny  | 102              |
| Boades              | 69               |
| Mas Planoi IV       | 43               |
| els Torrents        | 30               |
| Can Font            | 26               |
| Font: Idescat       |                  |

| 1497 f | 1515 f | 1553 f | 1717 | 1787 | 1857  | 1877 | 1887 | 1900 | 1910 |
| ------ | ------ | ------ | ---- | ---- | ----- | ---- | ---- | ---- | ---- |
| 12     | 14     | 20     | 171  | 265  | 1.094 | 899  | 744  | 775  | 779  |

| 1920 | 1930  | 1940 | 1950 | 1960  | 1970  | 1981 | 1990 | 1992 | 1994 |
| ---- | ----- | ---- | ---- | ----- | ----- | ---- | ---- | ---- | ---- |
| 898  | 1.009 | 885  | 887  | 1.533 | 1.033 | 680  | 712  | 705  | 705  |

| 1996 | 1998 | 2000 | 2002 | 2004  | 2006  | 2008  | 2010  | 2012  | 2014  |
| ---- | ---- | ---- | ---- | ----- | ----- | ----- | ----- | ----- | ----- |
| 782  | 853  | 928  | 993  | 1.145 | 1.436 | 1.760 | 1.958 | 2.001 | 2.022 |

| 2016  | 2018  | 2020  | 2022  | 2024  | 2026 | 2028 | 2030 | 2032 | 2034 |
| ----- | ----- | ----- | ----- | ----- | ---- | ---- | ---- | ---- | ---- |
| 1.995 | 2.053 | 2.119 | 2.236 | 2.347 | -    | -    | -    | -    | -    |

## Festes locals

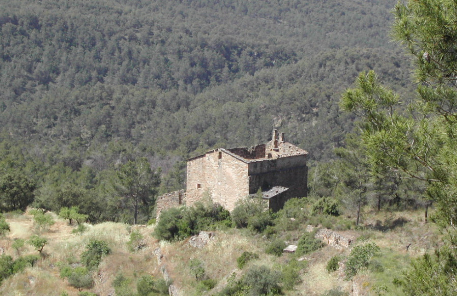
Santa Margarida

- Aplec de Santa Margarida: Se celebra cada tercer cap de setmana d'octubre a l'entorn de l'esglèsia de Santa Margarida. L'aplec consisteix en un passeig d'uns 30 minuts, del nucli antic del poble fins a l'ermita. Es fa un aperitiu participatiu (els participants porten de casa quelcom per compartir amb tothom), un dinar, una missa, un concert d'acordions o de cant, diversos actes per la mainada (pinyata, curses de sacs...) i un berenar.

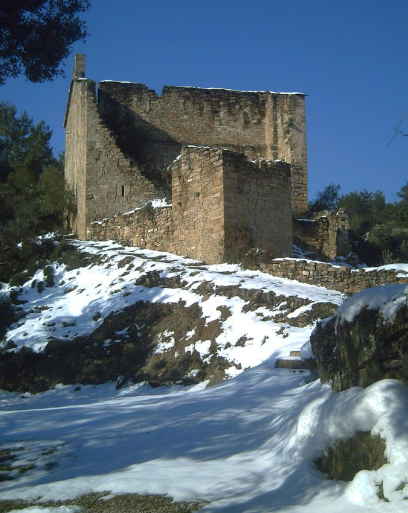
Santa Margarida nevada

- Santa Margarida nevadaFesta de la gent gran: Aquesta festa se celebra el tercer cap de setmana de febrer. S'hi fa una missa matinal i s'hi treuen els tradicionals nans de Castellgalí a ballar, considerats els nans més grans de Catalunya, anomenats Margarida (la figura femenina adulta), Quela (figura femenina menor) i el Repel·lió (figura masculina). A la plaça Cadevall es fa un concurs popular de coques, impulsat pels Amics del Museu, on cada participant porta la seva coca i aquesta és valorada per un jurat; hi ha premis i un sorteig. Per acabar es fa un dinar per a tota la gent del gran del poble (pel dinar cal estar empadronat per poder-hi assistir)

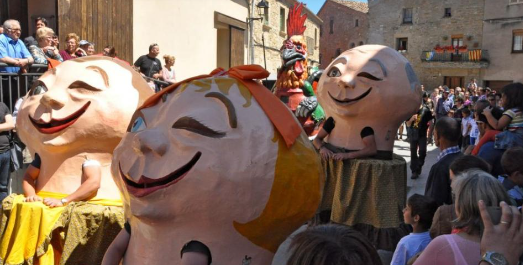
Ball de nans a la Festa del Panellet

- Festa del Panellet: Aquesta festa se celebra des de 1968 el primer cap de setmana de maig. L'acte central i tradicional que dona nom a aquesta festa es fa el diumenge: la missa amb la benedicció dels panellets (que són panets, no confondre amb els panellets de la Castanyada!) i el repartiment d'aquests a la sortida de missa. després d'aquest ofici solemne es balla el Ball del Panellet, recuperat gràcies al Amics del Museu. La tradició diu que si hom guarda un panellet beneït fins a la propera festa del panellet, durant aquell any el pa mai faltarà a la seva llar. S'han anat integrant diverses activitats durant tot el cap de setmana com el concurs de dibuix i pintura ràpida, futbol, concurs de pesca, tir al plat, teatre, la "Ruta de la Guineu", mercat de productes alimentaris, mostra d'oficis antics, tallers gastronòmics, trobada d'escultors i exposició d'escultures, jocs per a la mainada...

- Festa Major: Se celebra durant el primer cap de setmana d'agost, essent festiu local el dilluns. acostumen a fer-se actes ja la setmana anterior, però cal destacar la botifarrada popular amb espectacle, els actes de la "Festa Jove" i els balls de festa major. Cal destacar que les moltes entitats i associacions també organitzen actes en aquestes dates. A principis d'agost podeu consultar els diversos actes al web de l'ajuntament.
- Mostra d'entitats: Es realitza entre la darrera setmana de setembre i la primera d'octubre. Es tracta d'una mostra de les activitats que fan les entitats del poble. S'acostuma a fer a la plaça de l'ajuntament.
- Trobada de vehicles clàssics: Es fa a mitjans de maig a l'aparcament per camions del P.I. La Fàbrica. En aquesta trobada podeu veure tota mena de vehicles, gaudir d'un mercat de peces de recanvi i reproduccions. També hi ha foodtrucks i es fa un sorteig entre els participants.

## Llocs d'interès-Patrimoni
- Aiguabarreig (Cardener-Llobregat): Per anar a veure aquest punt ens hem de dirigir a la zona verda que trobarem al costat del barri de la Torre del Breny. El lloc on s'uneixen les aigües del Cardener i del Llobregat esdevé un ampli espai fluvial on la vegetació riberenca, sobretot d'àlbers i pollancres, hi creixen majestuosament. La relativa tranquil·litat del lloc permet observar espècies d'ocells típiques d'aquest indret, tant en les èpoques de pas migratori com en els períodes d'hivernada i nidificació. En els mesos freds hi fa estada algun ànec migrador, com el piulaire o el roncaire, però és més fàcil veure-hi el corb marí gros. Tot l'any es troben bernats pescaires i el blauet.

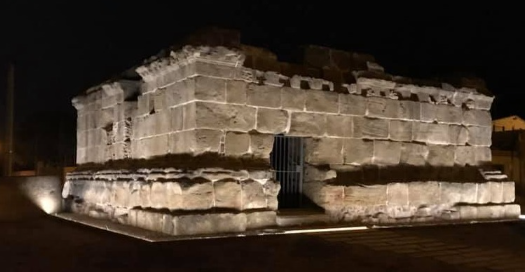
Torre del Breny

- BCIN (Bé Cultural d'Interès Nacional) Conjunt arqueològic de Boades i Torre del Breny:

- Torre del Breny: Cal que ens desplacem al Veïnat del Breny, a la cruïlla entre avinguda de Roma i carrer Cardener. Salvador Ginesta ens parla de l’origen del nom: “el lloc era abans ple de pedres i malesa, que és el significat del breny. Encara que en la parla dels gals el mot equivalia a capitost o muntanya. El monument rebé aquest nom per la seva situació al peu d’un tossal i perquè era la tomba d’un cabdill famós”. També coneguda com a Torre dels Dimonis. La Torre del Breny va ser mutilada ja a l'edat mitjana quan es va construir adossat un mas: es va obrir una porta, una finestra, es fan fer forats per les bigues. Es tracta d’un sepulcre en forma de torre, del que es conserva actualment el basament. Correspon a una ferma construcció amb els seus costats orientats seguint els quatre punts cardinals. Exteriorment i a la part superior presenta un conjunt de motllures i dentellols força deteriorats. A l'interior hi ha dues cambres rectangulars cobertes per dues voltes de canó. L'aparell és força regular, format de grans carreus molt ben tallats de pedra sorrenca grisa, units en sec i de forma allargada. A partir d'uns dibuixos de Laborde que feu abans de la seva destrucció podem fer-nos una idea de com seria originalment. Tenia un basament (conditiorium) de 10x10,5 m i de 3 m d'alçada; exteriorment presentava motllures i dentellols com a elements decoratius; interiorment estava dividit en dues cambres i cobert amb volta de canó. Sobre el basament hi havia la cel·la, coberta segurament amb volta de canó de mig punt. La part superior quedava rematada per un fris ornamental sobre el qual hi havia una cornisa on es recolzaven els vessants de la coberta. En aquest fris hi havia relleus escultòrics: un lleó a cada costat d’una figura de dona nua. Per altra banda, E. Hübner i J. Gudi recolliren un grafit o inscripció gravada en un carreu que Marc Mayer considera que devia dir: V VILGELMO QUE, i que es podria datar entre els segles X-XI i podria correspondre a un tal Wilgemus. Diferents investigadors pensen que faria referència al propietari de la zona on hi havia l'edifici, però posterior a la construcció d'aquest, per tant, a un propietari de l'edat mitjana.[cal citació]

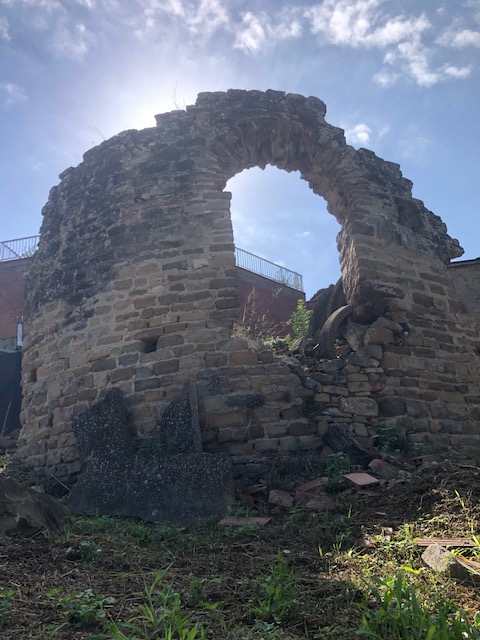
Exedra

- L'exedra: Cambra de planta semicircular absidal que es manté parcialment dempeus a la zona posterior dels masos Vilaseca i Cadevall, al costat de la carretera que porta a la fàbrica dels Carburos. El parament del mur és format per carreus de pedra natural de la zona, de mida mitjana i petita que es pot identificar com el conegut amb el nom d'opus vittatum. Els carreus són ben tallats i disposat en filades horitzontals. Presenta una finestra de dimensions considerables coronada amb un arc de mig punt fet amb teules i maons de terra cuita, en una paret que assoleix els 4 m d'alçada. L'exedra s'ha de considerar com una construcció romana, d'època baix imperial, ben característica a partir del segle III. La majoria de viles d'un cert relleu i entitat presenten cambres amb aquestes característiques, amb un marcat caràcter senyorial.

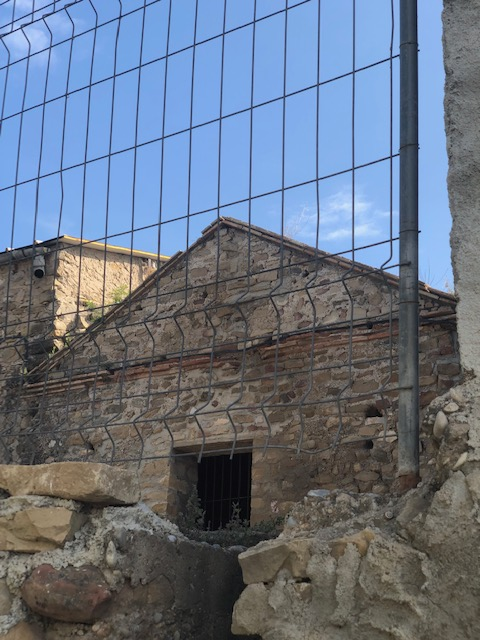
Sepulcre romà

- Sepulcre romà: Veurem un petit edifici d’origen romà, del segle IV o III dC de fàbrica quadrada, de ferms murs i de sòcol ben treballat. Presentava dos pisos, el de sobre aguantat per un arc de mig punt. Actualment, es troba molt reconstruït, amb la teulada a doble vessant totalment refeta. A l’interior, hi ha quatre sitges que Serra Ràfols considerava ibèriques. Es considera del tipus de “cambra” i de “cel·la” dins la tipologia sepulcre romà.

- (Casa Amigant, BCIL) Museu de Castellgalí: Situada al costat de l’església parroquial de Sant Miquel, al carrer Manresa, 2, actualment podem gaudir del museu històric i etnològic de Castellgalí. L’inici de la història d’aquest casal l’hem de cercar en documents de finals del segle xvii, però molt probablement ja existia anteriorment. L'any 1673 Josep d'Amigant i Ferrer, primer comte de Fonollar, comprà el castell de Castellgalí a la família Bolet (que també havia adquirit la jurisdicció del castell als Rajadell). Aquesta família d'origen Manresà, foren els senyors de Castellgalí fins a l'abolició dels senyorius feudals per les Corts de Cadis. Josep d'Amigant i Ferrer prengué possessió pública de Castellgalí el 5 d'octubre de 1673. L’any 1711 el rei Carles III li concedí el títol de comte de Fonollar. Va tancar l'hostal situat al peu del camí Ral per convertir-lo en la seva casa senyorial, el 1684 va convertir l'immoble en residència senyorívola, segurament perquè el castell estava en runes, però mai la va habitar; en modificar l'estructura original va posar el seu escut a la façana. Va afavorir la fe cristiana fent portar les relíquies dels patrons del poble i va vendre les parcel·les del camí ral per formar el nucli urbà. El seu germà Francesc, canonge i vicari general de Barcelona, donà les relíquies de Sant Honest el 27 de juliol de 1673 i va convertir aquest sant, juntament amb Sant Repel·lió, en copatrons del poble. El 1880 els hereus dels Amigant foren els Despujol, marquesos de Palmerola. Els Amigant sembla que no van viure mai en aquesta casa, de fet el 1763 van llogar la casa de l'Hostal a altres persones (AVM). Pere Playà Vilaseca, hereu de cal Mas, va comprar ca l'Amigant el 1873. Actualment, l'edifici és de l'Ajuntament de Castellgalí. El museu es va inaugurar el 5 de maig de 1991;[12] el Casal de Cultura es va inaugurar el 25 de novembre de 2002. La part que ocupa el local social era l'antic Hostal Cafè de Castellgalí i en les seves sales se celebraven balls i projeccions de cinema a principis del segle xx. Avui, hi ha ubicat el Punt d'Informació Jove, s'organitzen xerrades, hi ha sales d’exposició i sala d'ordinadors. A la part frontal de la casa (la façana oest) podem veure a la llinda principal,  la inscripció 16IHS84 (1684 Iesus Hristus), sota una creu; també hi ha, sota un ull de bou, l'escut de la família Amigant. Es tracta d'un escut tallat en pedra, de tipus nobiliari amb un cercle central amb dues mans que s'agafen en senyal d'amistat (Amigant). La part externa de l'escut està envoltada de volutes que l'emmarquen, rematat a la part superior per una figura humana dempeus que subjecta una ploma a una mà i un bastó de fusta a l'altra.

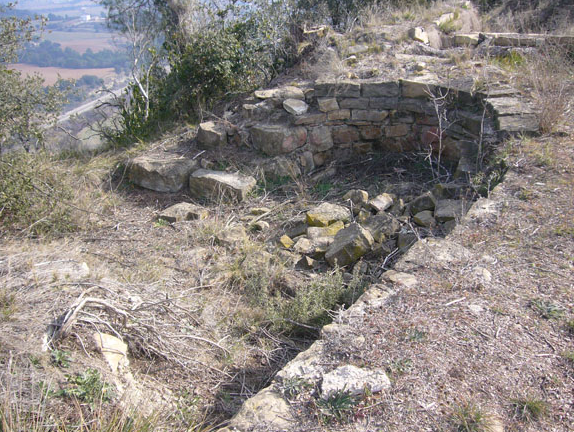
Capella de Santa Maria

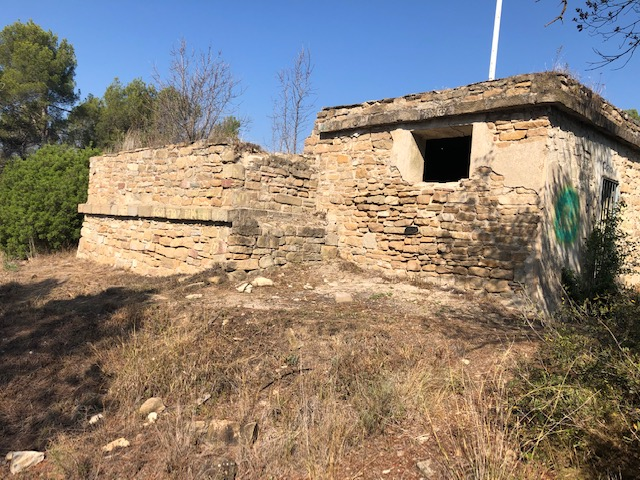
Àntic dipòsit situat entre les restes del Castell

- Castell i capella de Santa Maria: Per veure el turó del castell, i la informació del castell i la capella, cal que ens dirigim al Camí de Casajoana, a l’alçada del mirador dels Quatre Vents. La recomanació que fem és no pujar a les restes del castell i la capella, ja que l’accés és perillós i disposem de fotografies i panells informatius al peu del turó. Aquest castell tenia sota la seva jurisdicció un terme que deu correspondre a l'actual municipi; car fins i tot la zona entre els rius Llobregat i Cardener ja en depenia. El cim que ocupà el castell ja havia estat ocupat anteriorment, ja que es van trobar fragments de ceràmica ibèrica (Galobart, J., 1983). El castell apareix documentat des del 924, aprisiat per un personatge anomenat Galí (Galindo), que tindria la propietat en alou. Després hi ha un buit documental fins al 1178 en què tenim un document que es refereix directament al castell, és la venda d'aquest al rei Alfons I feta per Sibil·la que tenia el castell fruit d'herència dels seus avantpassats. El rei concedí el castell en feu a una família que es cognominà Castellgalí i que el conserva fins al 1350, quan el rei Pere III va vendre diversos drets sobre el castell al seu conseller Bernat de Torres de Manresa. Més tard, el mateix Rei li vengué la carta de gràcia al mateix Torres i tota la jurisdicció del castell, excepte la criminal. Els Torres el van vendre a la família Rajadell el 1413, conservant aquests el castell fins al 1563 en què el venen a la família Amigant. Josep d'Amigant i Ferrer prengué possessió del castell de Castellgalí el 5 d'octubre del 1673, amb una cerimònia pública de rúbrica que tingué lloc a la plaça del poble, i que fou ben curiosa, tractant-se d'una època en què el feudalisme, com a factor polític i àdhuc social, havia perdut bona part de la seva importància, i en la que tots els habitants prestaren sagrament de fidelitat. Els Amigant posseeixen el domini fins a la desaparició dels senyorius jurisdiccionals el 1812. El 1970 alguns afeccionats i estiuejants de la urbanització propera realitzaren excavacions sense mètode. Exhumaren les restes del castell que actualment estan a la vista. Sembla que va ser que cap al 1473 que el castell estava ja en mal estat, ja que no habitaven en ell i havia quedat molt malmès després de la guerra remença. Quan va passar als Amigant, aquests, en lloc de restaurar el castell van convertir en casa senyorial una casa al poble que van engrandir, ca l'Amigant, antic Hostal. La petita església es trobava dins el recinte del castell de Castellgalí. Apareix esmentada el 1292, en el testament de Berenguer Amatller redactat el 27-12-1292. No queda clar si aquesta capella actuà com a parròquia en els seus orígens o si tan sols tenia la funció de capella del castell; per aquest motiu moltes vegades la troben anomenada Sant Miquel del Castell, amb la mateixa advocació que la parroquial. L'any 1970 afeccionats del poble també van excavar el turó del castell on hi ha l'església i van descobrir les restes d'aquesta. No es conserva material arqueològic.Com a dada curiosa, comentarem que a començaments de l'any 1348 morí, en el castell, Guillema, esposa de Berenguer de Castellgalí; ella hauria volgut rebre sepultura al convent de la Verge del Carme, de la ciutat de Manresa, però, per causa de les "mortalitates et pestilentias multas", fou enterrada a l'església del castell.

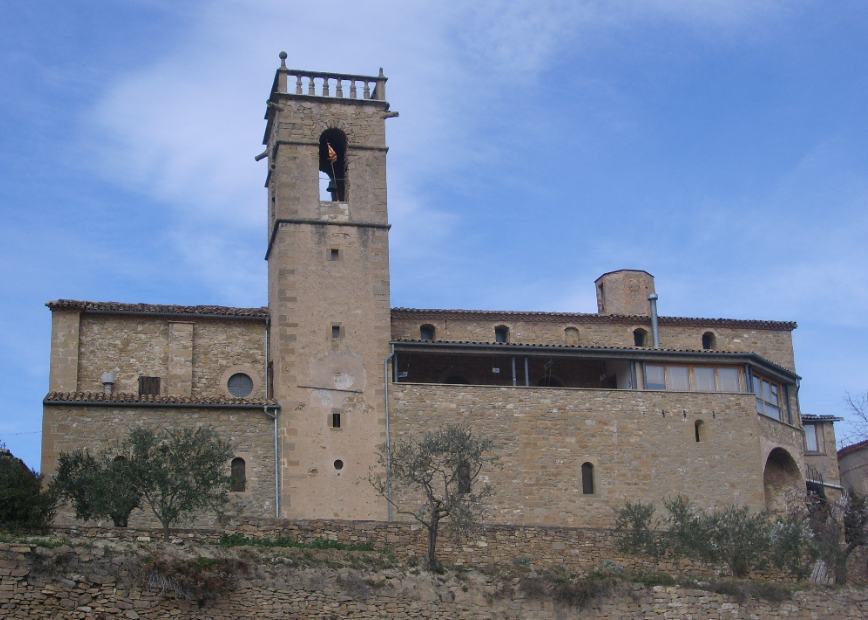
Església de Sant Miquel

- Església Sant Miquel de Castellgalí: Al centre del nucli antic. Es tracta d’una església de dues naus, una central més ampla i gran que la lateral situada al costat dret. Estan cobertes amb una volta d'imitació ogival feta de maó. En el punt d’encreuament dels nervis de les voltes hi ha sis claus de volta amb funció ornamental. Quatre pilars sobre els quals reposen uns arcs escarsers, separen la nau central de la lateral. Sota mateix de la coberta s'obren una sèrie de finestres arrodonides que juntament amb l'ull de bou de la façana, contribueixen a la il·luminació del recinte. Una motllura situada sota les finestres recorre totes les parets de la nau. En el lateral esquerre hi ha quatre capelles, definides per unes pilastres que sobresurten lleugerament del mur. La capçalera és poligonal i a l'entrada hi ha un cor. El portal és d'estil neogòtic amb arquivoltes apuntades. L'església té un campanar quadrangular tipus torre de planta quadrada i amb coronament de mirador. La façana està arrebossada, però té un sòcol de pedra ben tallada; la resta de l'aparell és obrat amb carreus força irregulars. La porta principal s'obre a ponent, a la cruïlla dels carrers Sant Antoni, Manresa i Santa Margarida. La porta és d'arc ogival amb decoració escultòrica al timpà i doble arquivolta i al damunt hi veiem un ull de bou. Al sostre de la nau lateral hi ha un medalló amb els dos sants patrons, Sant Honest i Sant Repel·lió.Pla de Sant Ramon

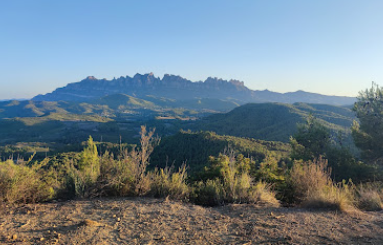
Pla de Sant Ramon

- Mirador del Pla de Sant Ramón: Per accedir aquest mirador hem d’agafar el carrer de Santa Margarida i seguir pel camí del mateix nom fins a la bifurcació, on anirem a la dreta, pel camí del Talló, sempre recte i en les dues bifurcacions que trobarem, sempre a la dreta. Ja veurem el pla que serveix de mirador i la cadira de fusta per poder gaudir del paisatge. Calculem que no trigareu més de 40 minuts en arribar.

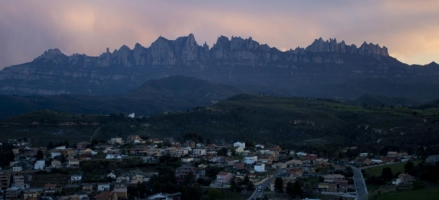
L'urbanització del Mas planoi vista des dels Quatre Vents

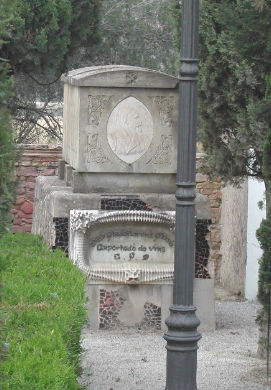
Tomba Modernista de Magí Pladellorens

- Mirador dels Quatre Vents i Tomba modernista de Magí Pladellorens: Situat al nucli antic, gairebé al final del carrer Camí de Casajoana i davant del turó del Castell, és un lloc excel·lent per fruir de les vistes del sud del Bages. Disposem de bancs per descansar i cartells per poder reconèixer els elements del paisatge. Cal esmentar que molt a prop hi ha el cementiri i la tomba modernista de Magí Pladellorens, element únic d’aquest estil al municipi. La tomba de Magí Pladellorens i Playà es troba al centre del cementiri de Castellgalí. Es tracta d'una tomba formada per una caixa de pedra amb tapa de forma superior arrodonida situada sobre un peu de ciment decorat amb rajoles formant un mosaic de trencadís. A la part frontal de la caixa hi ha un alt relleu en marbre de forma ametllada amb el bust de perfil de Magí Pladellorens, amb una decoració floral gravada que l'emmarca. A la base hi ha una placa amb un motiu escultòric a l'entorn que emmarca el text MAGÍ PLADELLORENS PLAYÀ. EXPORTADÓ DE VINS. EPD. Es tracta d'una construcció de clar estil modernista.

## On anar

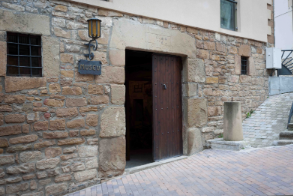
Casa Amigant

- Museu històric i etnològic de Castellgalí: Ubicat als baixos de la Casa Amigant (antic hostal al camí Ral), que l’any 1684 va ser transformat en residència d’aquesta nissaga (darrers senyors feudals de Castellgalí). Posteriorment, va tornar a ser hostal i després de moltes utilitats va recuperar la dignitat en convertir-se amb l’actual museu del municipi. Aquest museu va néixer per iniciativa popular, amb la col·laboració de l’ajuntament i l’Associació dels Amics del Museu de Castellgalí. Es va inaugurar el cinc de maig de 1991 un fons etnològic format per materials recollits entre els veïns del poble. Aquest fons ha anat creixent i des del 2015 disposa d’una exposició al públic ampliada, repartida en sis sales i acompanyada de plafons explicatius i audiovisuals. A través d’aquesta col·lecció es pot resseguir la història i la vida de Castellgalí, des dels íbers fins a l’actualitat. Disposa de sis sales, la primera ens introdueix en la situació geogràfica del municipi i el seu entorn i també hi podem veure la presó medieval. En la segona ens endinsem en el món iber i romà, en la tercera hi veurem col·leccions numismàtiques, de fòssils i d’objectes relacionats amb el passat de Castellgalí. La quarta ens porta a un celler amb elements originals dels segles XVIII, XIX i XX, la cinquena és una habitació tradicional d’una casa al segle xix i la sisena una cuina de la mateixa època. En dos audiovisuals podrem saber més sobre els jaciments arqueològics de Boades i Torre del Breny i sobre les festes, tradicions, llegendes, oficis...

- Vinyes Castellgalí: Podeu visitar les vinyes i el celler de “Vinyes de Castellgalí” fent la reserva que trobareu a la seva pàgina web.
- Teatre: L’Elenc la roda de Castellgalí es tracta d’una entitat que des de fa més de quaranta anys ofereix actuacions i espectacles al municipi. Aquestes representacions teatrals es porten a terme de manera ininterrompuda en les dates més assenyalades del poble de Castellgalí. Podem veure anunciades les actuacions programades als panells d’anuncis municipals repartits per tot el municipi, al panell lluminós de l’entrada del poble i a la web i xarxes oficials de l’ajuntament. Compten amb un grup estable que esdevé un agent cultural de primer ordre del poble a través del teatre. Des de l’any 2017 compten amb un grup infantil que fa d’aquesta associació una entitat inclusiva i que va succeint de generació en generació.

## Personatges il·lustres

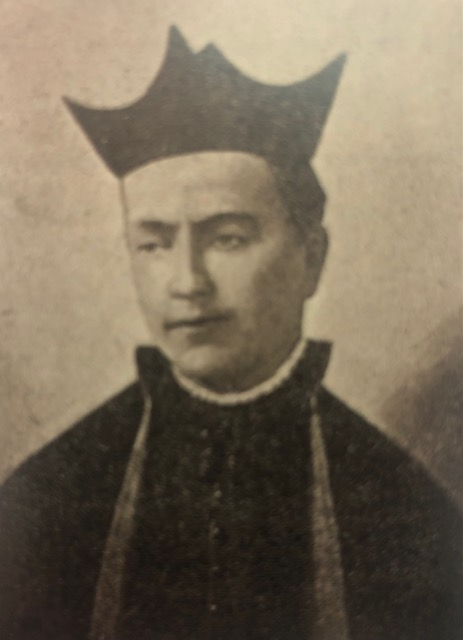
Valentí Casajoana

- Pare Valentí Casajoana i Gibert (Castellgalí, 1828 – Barcelona, 1889), teòleg

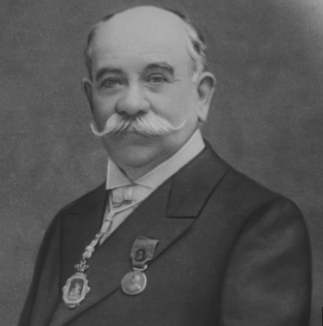
Joan Cadevall i Diars

- Joan Cadevall i Diars (Castellgalí, 1846 – Terrassa, 1921), botànic i geògraf

- Joan Jorba Rius (Castellgalí, 1869 – Manresa, 1938), empresari del sector de tèxtil i distribució

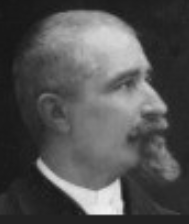
Magí Pladellorens

- Magí Pladellorens i Playà (Castellgalí, 1841 – Granada del Penedès, 1908), empresari del sector vitivinícola

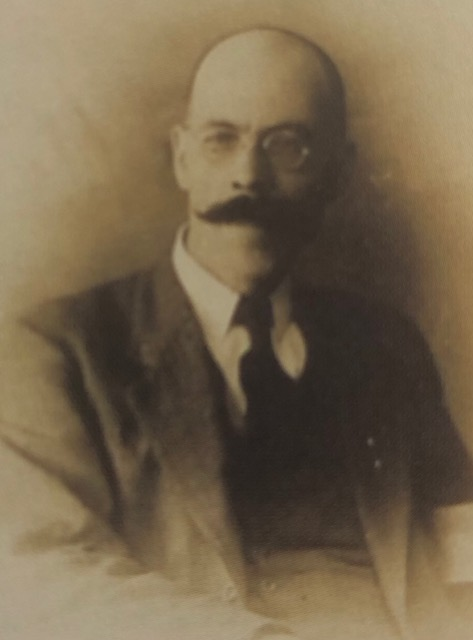
Joan Jorba